# Amblyomma flavomaculatum
Amblyomma flavomaculatum är en fästingart som beskrevs av Lucas 1846. Amblyomma flavomaculatum ingår i släktet Amblyomma och familjen hårda fästingar. Inga underarter finns listade i Catalogue of Life.